# Kampen Fyr
Kampen Fyr er et fyr syd for Kampen på den nordfrisiske ø Sild. Det blev opført i 1855 på opfordring af Frederik 7..
Fyrets flammehøjde er 62 meter, og selve tårnet er 40 meter højt. I starten blev der fyret med petroleum. I 1929 blev fyret udskiftet med en elektrisk pære. Bemandingen på fyret stoppede i 1977 og fyret er nu fjernstyret.
Fyrtårnet blev saneret I 2004/2005.